# Katholische Partei
Die Katholische Partei (niederländisch: Katholieke Partij, französisch: Parti catholique) war eine belgische katholische konservative politische Partei.

## Geschichte
Nach der Gründung des Staates Belgien nach der Belgischen Revolution von 1830 dominierten zunächst die Liberalen die Politik des neuen Staates. Erklärtes Ziel der Liberalen war unter anderem auch die Zurückdrängung des starken gesellschaftlichen Einflusses der katholischen Kirche, beispielsweise durch Verstaatlichung des Schul- und Bildungswesens. Nach und nach entwickelte sich im traditionell tief katholisch geprägten Belgien auch mit dem Aufkommen des politischen Katholizismus eine Gegenreaktion.
Die erste Katholische Partei in Belgien wurde 1869 als Fédération des Cercles catholiques et des Associations conservatrices (Föderation der katholischen Kreise und Assoziation der Konservativen) gegründet. Davor bildeten die Katholiken in dem aus Senat und Abgeordnetenkammer bestehen Parlament keine parteipolitische Fraktion im eigentlichen Sinn. Dabei stellten sie oftmals abwechselnd mit der 1846 gegründeten Liberalen Partei den Premierminister.
Unter ihrem ersten Vorsitzenden Charles Woeste eroberte sie nach dem ersten Schulstreit von 1884 als Katholische Partei die absolute Mehrheit im Parlament und blieb daraufhin bis 1918 ununterbrochen an der Macht. Die Partei war dabei als gesamtbelgische Partei sowohl in Flandern, als auch in Wallonien aktiv.
1921 wurde die Partei in Katholische Union (Katholieke Unie bzw. Union catholique) der Arbeiter, Bürger, Mittelständler und Landwirte  umbenannt. Nach Woestes Tod im Jahr 1922 verlor die Partei zunehmend an Bedeutung und wurde nach der empfindlichen Niederlage bei den Parlamentswahlen 1936 in Katholischer Block (Katholieke Blok bzw. Bloc catholique) umbenannt und in eine französischsprachige Parti catholique social und eine niederländischsprachige Katholieke Vlaamse Volkspartij (KVV) geteilt. Eine politische Konkurrent in den 1930er Jahren war die faschistische Bewegung des Rexismus unter Leon Degrelle, die sich einen katholischen Anstrich zu geben versuchte. Die KVV unternahm Annäherungsversuche an den rechtsextremen Vlaams Nationaal Verbond (VNV), um dadurch eine Bündelung aller flämischen und katholischen Kräfte zu erreichen. Dieses stieß jedoch auf den Widerstand bei flämischen Politikern wie Frans Van Cauwelaert und Staf De Clercq, aber auch beim Allgemeinen Christlichen Arbeitnehmerverband (ACW) und dem Bauernbund. Letztlich verhinderten die katholischen Bischöfe die Zusammenarbeit zwischen KVV und VNV, was jedoch nicht unbedingt eine Zusammenarbeit auf kommunalpolitischer Ebene ausschloss.
Nach dem Ende des Zweiten Weltkrieges entstand 1945 die Christliche Volkspartei, die sich wiederum 1972 in die niederländischsprachige Christelijke Volkspartij (CVP) sowie die französischsprachige Parti Social Chrétien (PSC) teilte.
Heutige Nachfolgepartei der ursprünglichen Katholischen Partei sind die Christen-Democratisch en Vlaams (CD&V) und Centre Démocrate Humaniste (cdh).